# Alamella maai
Alamella maai är en stekelart som beskrevs av John S. Noyes och Hayat 1994. Alamella maai ingår i släktet Alamella och familjen sköldlussteklar.
Artens utbredningsområde är Taiwan. Inga underarter finns listade i Catalogue of Life.